# Белинфонет
Белинфонет (юридическое название — ООО «Белинфонет») — коммерческий интернет-провайдер Беларуси. Компания предоставляла услуги доступа в Интернет с 1998 года и входила в тройку крупнейших провайдеров страны. С 2001 года первой в Беларуси стала предоставлять услуги доступа по технологии ADSL и Ethernet в рамках проекта ADSL.BY.
ООО «Белинфонет» принадлежат права на проект «СХватка»
С 16 ноября 2018 года в связи с реструктуризацией бизнеса ООО «Белинфонет» услуги хостинга её клиентам стала оказывать компания hoster.by.
С 11 декабря 2018 года все права и обязанности по договорам об оказании услуг электросвязи (за исключением телефонии) перешли к Унитарному предприятию «А1».

## Юридическая информация
Свидетельство о государственной регистрации от 07.09.2000 № 1030, принятое Минским городским исполнительным комитетом.
Учётный номер налогоплательщика 101456271.
Лицензия № 02140/0184822 на право осуществления деятельности в области связи выдана 16 марта 2009 Министерством связи и информатизации Республики Беларусь, продлена 10 февраля 2014 года, действует до 30 апреля 2019 года.
Юридический адрес: ООО «Белинфонет», 220007, Минск, ул. Могилёвская, д. 5, оф. 402, тел. +375 17 219-42-42, факс +375 17 210-58-11.

## Основные направления деятельности компании
- Предоставление доступа в Интернет по технологии ADSL (до 11 декабря 2018)
- Предоставление доступа в Интернет по технологии Ethernet (до 11 декабря 2018)
- Соединение корпоративных сетей (точка-точка)
- Хостинг (до 16 ноября 2018)

## Локальные ресурсы провайдера
- Файловый сервис iGet.by
- MaxiGame.by — Белорусский игровой портал